# Lathyrus bauhinii
Lathyrus bauhinii là một loài thực vật có hoa trong họ Đậu. Loài này được P.A.Genty miêu tả khoa học đầu tiên.

## Hình ảnh

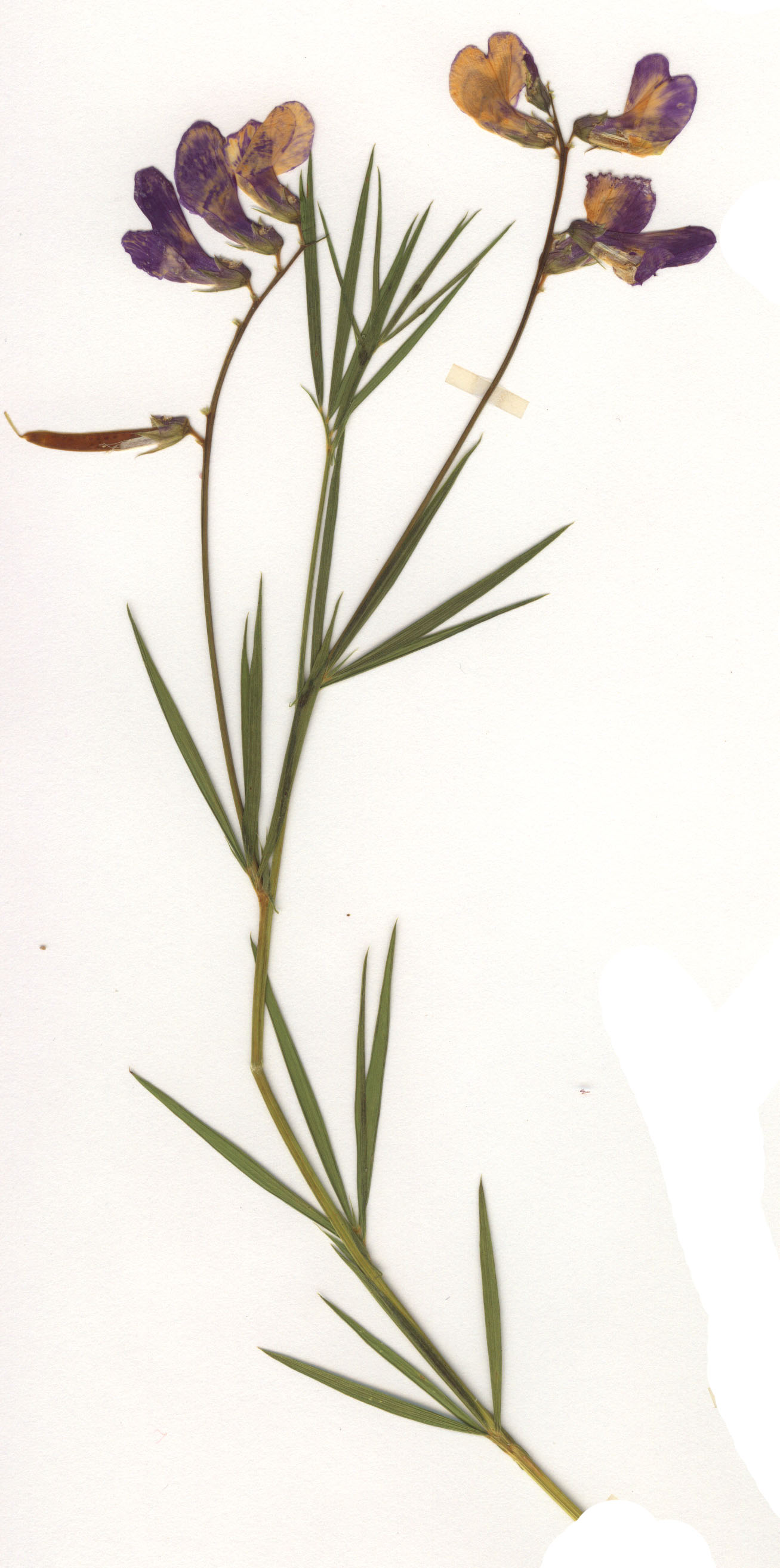
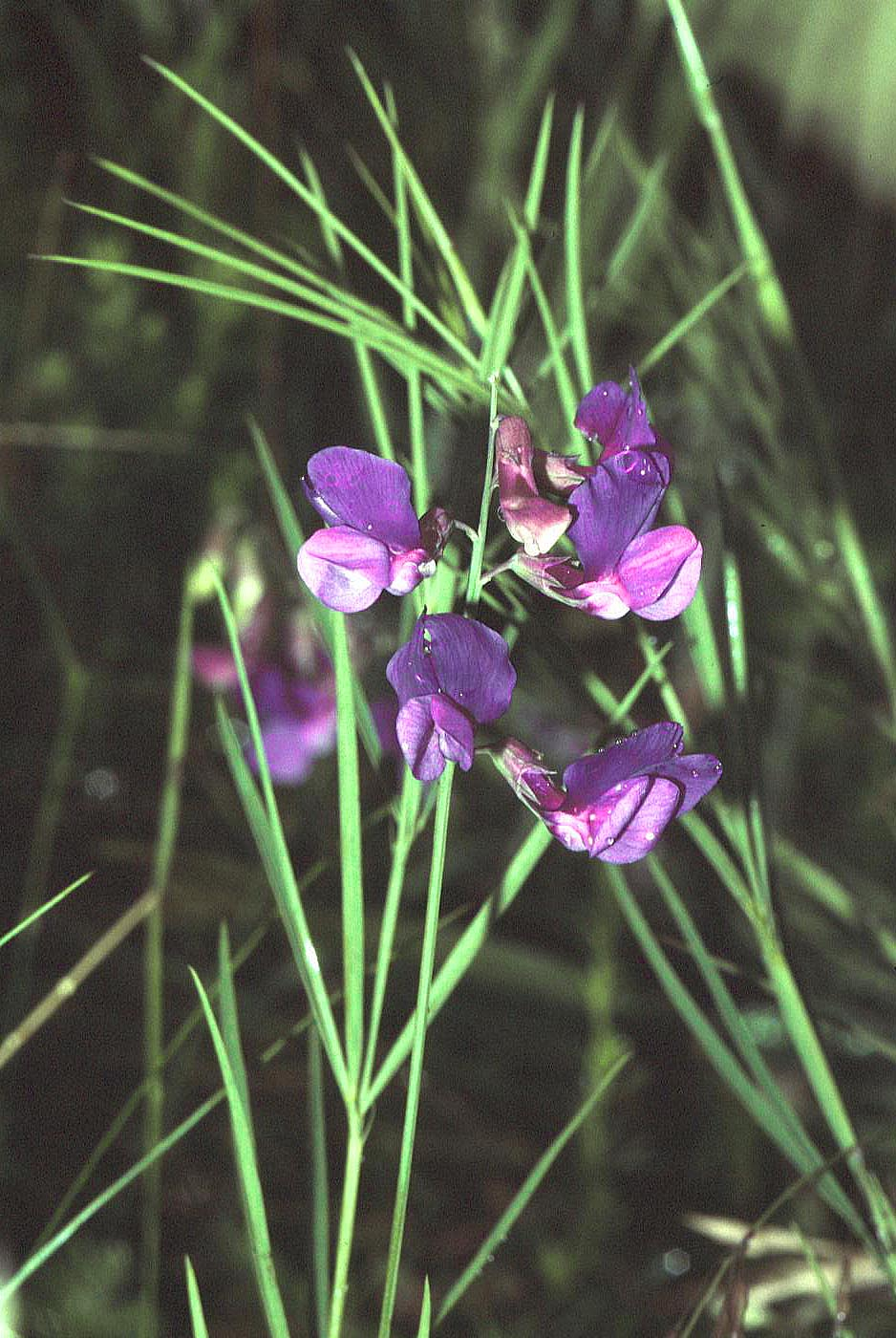
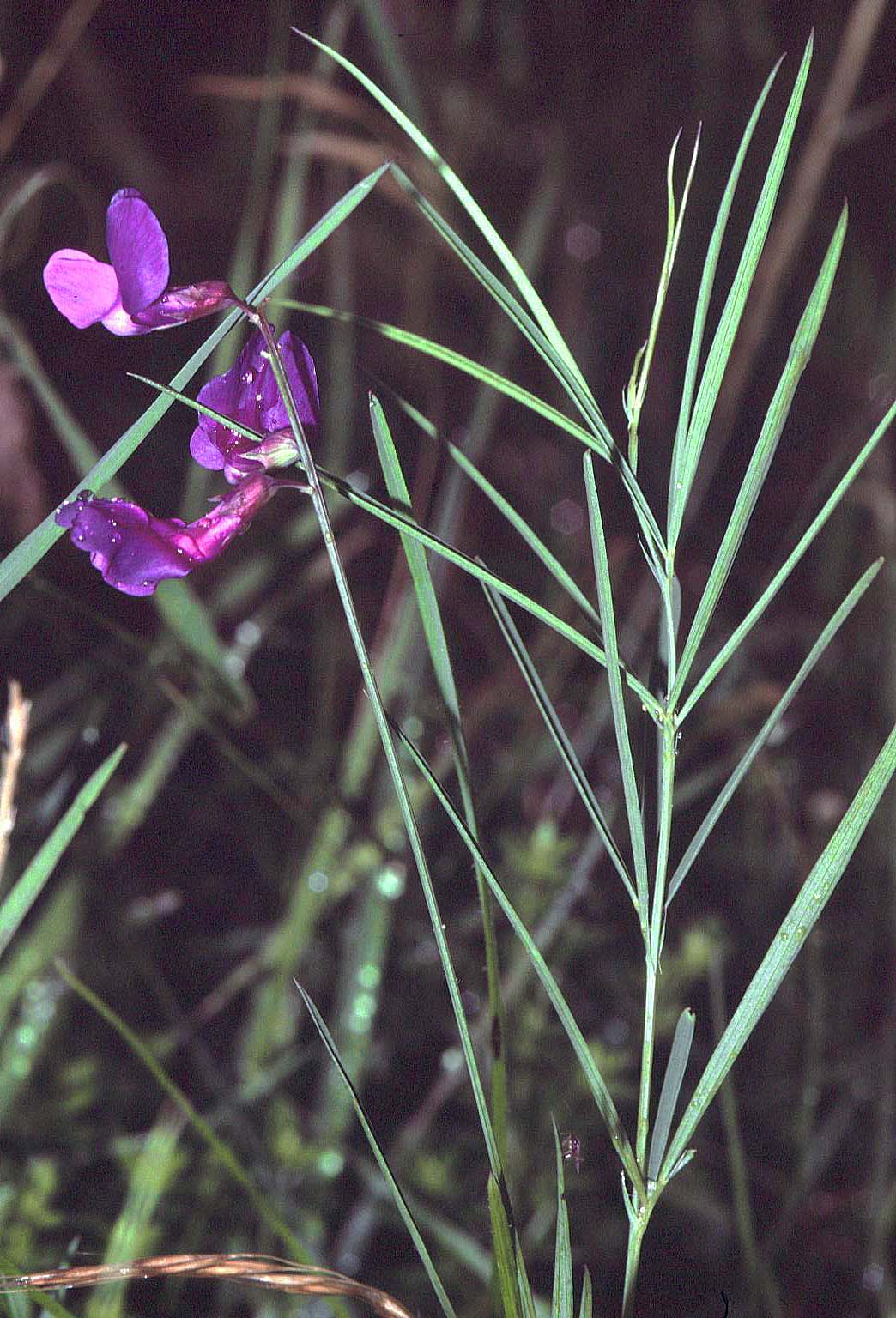